# Tyleria pendula
Tyleria pendula är en tvåhjärtbladig växtart som beskrevs av Bassett Maguire och Wurdack. Tyleria pendula ingår i släktet Tyleria och familjen Ochnaceae. Inga underarter finns listade i Catalogue of Life.